# Dinara Wagner

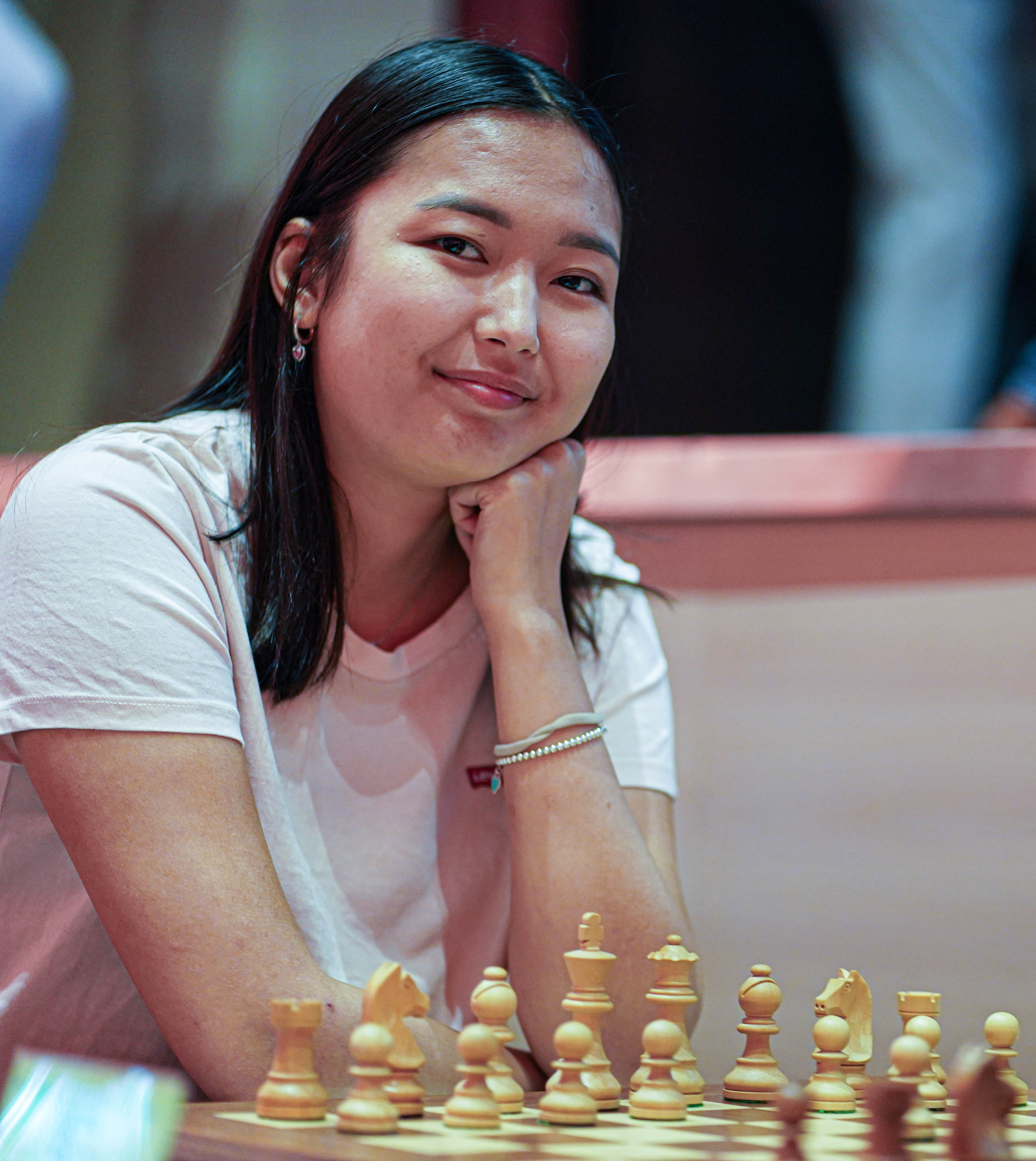
Dinara Wagner in 2023

Dinara Wagner (Elista, 25 mei 1999, geboren: Dinara Dordzhieva) is een Russische schaakster die is geboren in Kalmukkië. Ze speelt voor de Duitse schaakbond. Ze heeft sinds 2020 de titel grootmeester bij de vrouwen (WGM). Tot 2022 speelde ze voor de Russische schaakfederatie. Sinds 2023 is ze een Internationaal Meester (IM).

## Biografie
Wagner komt van Elista, de hoofdstad van Kalmukkië. Als kind won ze vijf keer het Russische schaakkampioenschap voor meisjes. In 2013 werd ze FIDE-Meester bij de vrouwen. In 2014 behaalde ze de titel Internationaal Meester bij de vrouwen (WIM) en in 2016 werd ze bij de meisjes derde op het Wereldkampioenschap schaken voor junioren. Op het Europees kampioenschap rapidschaak in 2019 was ze de beste vrouwelijke speler. In 2020 werd ze WGM.
Op de Hogere Economische School in Moskou studeerde Wagner wereldeconomie, waarin ze in 2020 een bachelorgraad behaalde. In 2021 verhuisde ze naar Heidelberg en begon de studie voor een mastersgraad in de economie aan de Ruprecht-Karls Universiteit. In december 2021 trouwde ze met de schaker Dennis Wagner.

### German Masters 2022
Nadat de Russische invasie van Oekraïne in 2022 was begonnen, verliet Wagner de Russische schaakfederatie en speelde tijdelijk onder de vlag van de FIDE flag, waarna ze in mei 2022 zich aansloot bij de Duitse schaakfederatie. In dat jaar won ze ook het vrouwentoernooi van de German Masters. Hierdoor ontving ze een uitnodiging tot deelname aan de FIDE Grand Prix voor vrouwen 2022–23, onderdeel van de cyclus voor het Wereldkampioenschap schaken voor vrouwen 2023–2025.
In 2022 nam ze ook voor de eerste keer met het Duitse vrouwenteam deel aan de Schaakolympiade. Ze bereikte op de Schaakolympiade 2022 met het Duitse vrouwenteam de tiende plaats.

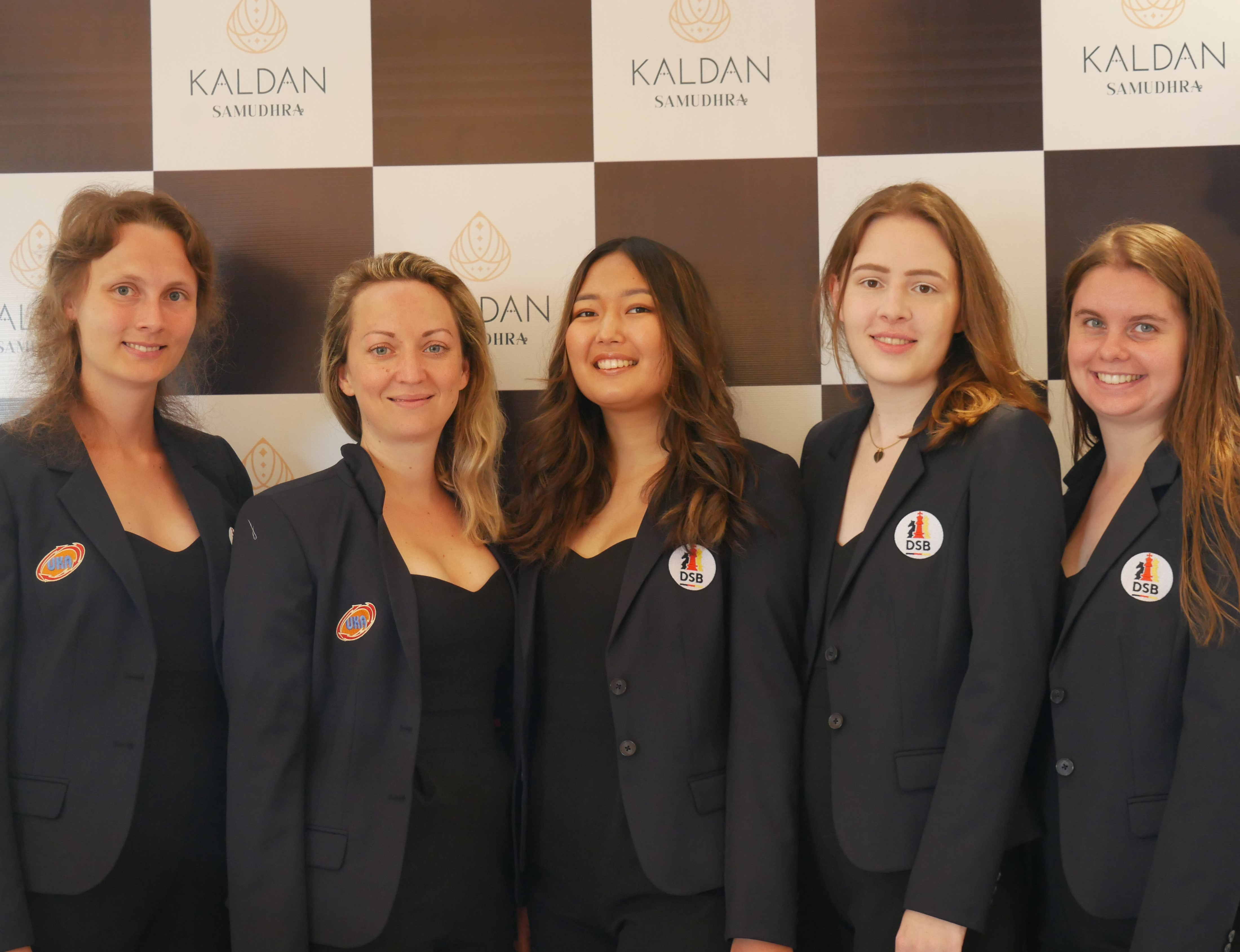
Schaakolympiade 2022 in Mamallapuram, van links naar rechts: Josefine Heinemann, Elisabeth Pähtz, Dinara Wagner, Hanna Marie Klek en Jana Schneider

### Grand Prix voor vrouwen 2022–23
Wagner begon het toernooi als de speelster met de laagste Elo-rating, bijna 100 punten onder haar dichtstbijzijnde concurrent, en meer dan 200 onder Aleksandra Goryachkina, die de hoogste rating had.

#### Astana en eerste IM-norm
Het toernooi in Astana begon slecht voor Wagner met twee verliespartijen. Tijdens het toernooi kwam ze vaak in tijdnood, maar ze herstelde zich met een serie remises, en overwinningen op Kostenjoek en Kashlinskaya. Nadat Kostenjoek gebruikmaakte van de Grand Prix aanval (2. f4) tegen haar Siciliaanse verdediging, had Wagner opgemerkt dat ze voorafgaande aan de partij had bedacht "Ha! Het zou grappig zijn als tijdens de Grand Prix iemand de Grand Prix zou spelen, maar helaas heb ik deze opening niet voorbereid". In die partij dacht ze 30 minuten na over haar achtste zet.
Laat in het toernooi verloor ze van Kateryna Lahno en van Tan Zhongyi, maar door in de laatste ronde te winnen van Shuvalova stelde ze in september 2022 haar eerste IM-norm veilig, en een gedeelde 6e plaats (van 12 deelnemers).

#### Tegenslagen in München
Op het toernooi in München werd Wagner 12e van de 12 deelnemers. Het verslag van Michael Rahal vermeldt dat ze ten opzichte van haar rating slechts een fractie slechter presteerde (-5 punten).

#### Overwinning in Nicosia en eerste GM-norm
Op het eindtoernooi van de Grand Prix voor vrouwen in Nicosia, werd Wagner op 27 mei 2023 ongedeeld eerste met 7 pt. uit 11, ze won haar partijen tegen Goryachkina en Lahno. Het toernooi was met 7 GM en 4 IM zeer sterk bezet, Wagner was de enige deelneemster die "slechts" WGM was. Ook behaalde ze vanwege dit toernooiresultaat haar tweede IM-norm en, vanwege haar toernooi-performancerating 2601, haar eerste GM-norm. Wagner was daarmee de tweede vrouw in de Duitse Schaakbond (na Elisabeth Pähtz) die een GM-norm wist te behalen. Wagner zelf betitelde het resultaat als de grootste overwinning in haar leven, en merkte daarbij op dat ze bij de vorige Grand Prix in februari 2023 in München nog als laatste was geëindigd. Toen haar gevraagd werd wat ze wilde doen met het prijzengeld, vertelde ze dat ze in München zichzelf beloofd had om bij goed spel een design-tas te kopen.

### Sportland NRW Cup 2023
Om de 50e editie van de Dortmunder Schachtage in Dortmund in juni/juli 2023 te markeren, werd de opzet uitgebreid tot een schaakfestival, met toernooien zoals de No Castling Masters, gewonnen door Fabiano Caruana, een groot open toernooi, gewonnen door Aleksander Donchenko, en de Sportland NRW Cup, waaraan werd deelgenomen door Wagner.
Met een hogere rating vanwege haar resultaten in Nicosia, was Wagner bij aanvang vierde in rating, achter grootmeesters uit India, Oezbekistan en Israël. Ze begon met twee winstpartijen tegen grootmeesters, en eindigde ongedeeld eerste met 7 pt. uit 9, de enige speler in het toernooi zonder verliespartijen. In de laatste ronde bood ze remise aan in een betere stelling, waarmee ze de toernooiwinst zekerstelde. Haar performance-rating was 2643 en daarmee behaalde Wagner ook haar tweede GM-norm en haar derde IM-norm. Dit gaf haar het recht de titel "Internationaal Meester" aan te vragen bij de FIDE, als vierde vrouw binnen de Duitse schaakbond.

### Juli 2023 - heden
Dinara Wagner werd in juli 2023 Duits kampioene blitzschaak, zonder remises, met één verliespartij en 25 winstpartijen.
In augustus 2023 nam Wagner met het team "Superchess" deel aan het vrouwentoernooi van de European Club Cup. De cup werd gewonnen, mede dankzij winst van Wagner in de laatste ronde, door "Superchess". 

In augustus 2023 was haar Elo-rating 2468. 

Ze sloot het jaar 2023 succesvol af door in december opnieuw het vrouwentoernooi van de German Masters, in Rosenheim, te winnen.

## Externe koppelingen
- (en)   Informatie over schaakpartijen van Dinara Wagner op ChessGames.com
- (en)   Informatie over schaakpartijen van Dinara Wagner op 365chess.com
- (en)  FIDE-ratinggegevens voor Dinara Wagner